# Rebrihai járás
A Rebrihai járás (oroszul: Ребрихинский район) Oroszország egyik járása az Altaji határterületen. Székhelye Rebriha.

A Rebrihai járás az Altaji határterületen

## Népesség
- 1989-ben 30 488 lakosa volt.
- 2002-ben 28 238 lakosa volt, melyből 25 619 orosz, 1 770 német, 334 ukrán, 107 fehérorosz, 81 kazah, 71 azeri, 65 örmény, 33 tatár  stb.
- 2010-ben 24 559 lakosa volt.